# Organoreniumchemie
In de organoreniumchemie worden, in de strikte definitie, verbindingen bestudeerd waarin een directe binding tussen koolstof en renium aanwezig is. Renium is een metaal zodat de organoreniumchemie een subdiscipline is van de organometaalchemie.
Renium is een element uit groep 7 van het periodiek systeem en de organoreniumverbindingen zijn gebaseerd op renium met als oxidatiegetal +IV of +V. Een belangrijk uitgangsmateriaal voor organoreniumverbindingen is direniumdecacarbonyl dat ontstaat bij het carbonyleren van renium(VII)oxide. Methylreniumtrioxide vindt toepassing als katalysator.

## Navigatie
Navigatie Koolstof-elementbinding